# Podusiv, Peremîșleanî
Podusiv (în ucraineană Подусів) este o comună în raionul Peremîșleanî, regiunea Liov, Ucraina, formată numai din satul de reședință.

## Demografie
Componența lingvistică a comunei Podusiv
     Ucraineană (99,67%)
     Alte limbi (0,16%)
Conform recensământului din 2001, majoritatea populației comunei Podusiv era vorbitoare de ucraineană (99,67%), existând în minoritate și vorbitori de alte limbi.